# 스튜어트 밀른
스튜어트 밀른(Stewart Milne, CBE, 1950년 7월 23일~)은 영국의 기업인이다. 스코틀랜드 프리미어리그의 애버딘 FC의 회장(Chiarman)으로, 재산은 2013년 기준 1억 2200만 파운드이다.
스코틀랜드 애버딘 출생으로 1975년 스튜어트 밀른 건설그룹을 세웠고, 2005년까지 4억 파운드의 자산을 축적하였다.

## 서훈
- 2008년 대영 제국 훈장 3등급(CBE) 수훈